# OpenPAM
OpenPAM — реалізація PAM з ліцензією BSD, використовувана під FreeBSD, NetBSD, DragonFly BSD і MacOS (починаючи зі Snow Leopard),
і запропонована як альтернатива Linux PAM у деяких дистрибутивах Linux.
OpenPAM розроблено для проєкту FreeBSD в Dag-Erling Smørgrav і NAI Labs науково-дослідного відділу з питань безпеки Network Associates, Inc. відповідно до договору DARPA/SPAWAR N66001-01-C-8035 («CBOSS»), в рамках дослідницької програми DARPA CHATS.
На 1 січня 2008 року OpenPAM був одним з одинадцяти проєктів, відібраних Coverity для просування на рівень 2[прояснити] їхнього проєкту Open Source Hardening Project, що фінансується Міністерством національної безпеки США, який відстежує помилки в ПЗ з відкритим вихідним кодом за допомогою засобу для статичного аналізу програм від компанії Coverity.
23 вересня 2009 року OpenPAM було переведено на рівень 3, разом з Ruby, Samba і Tor.